# Ernest Le Lasseux
Ernest-Louis Le Lasseux est un homme politique français né le 14 mars 1816 à La Flèche (Sarthe) et décédé le 1er juin 1878 à Laval (Mayenne).

## Biographie

### Origine
Il est le fils d'Honoré Anne Jacques Le Lasseux, substitut du procureur impérial près le tribunal de première instance et avocat à La Flèche (Sarthe) et de Catherine Félicité Juchereau.  Il effectue d'abord ses études classiques à Précigné (où réside son oncle Zacharie Courtillier, propriétaire du château du Perray), puis au Collège d'Angers. Il épouse le 26 janvier 1815 Joséphine Mathilde Guédon, fille d'Antoine Guédon.

### Droit et politique
Il étudie le droit à Paris et vient se fixer à Laval à l'époque de son mariage avec Melle Guédon. Inscrit au barreau de Laval, il y occupe une place à côté de son beau-père, Antoine Guédon. 
Il est maire de L'Huisserie en 1846 et conseiller général du canton de Grez-en-Bouère en 1861. Elu aux Élections législatives de 1871 dans la Mayenne, il est représentant de la Mayenne de 1871 à 1876. 
Il est inscrit à la réunion des réservoirs. Il siége à droite et vota pour la paix, l'abrogation des lois d'exil, la loi départementale, le pouvoir constituant, le maintien des traités de commerce, la liberté de l'enseignement supérieur, etc. 
Sollicité pour représenter l'Arrondissement de Château-Gontier, il ne se représente pas aux Élections législatives de 1876 dans la Mayenne, et se retire pour favoriser la candidature d'Albert Ancel.

### Agriculture
Il devient membre du comice agricole dès sa fondation en 1840, et prend une part active à ses travaux, notamment lorsque le Comice entreprit de coordonner et de réunir en un Recueil les usages ruraux de l'arrondissement de Laval.
Agriculteur et propriétaire terrien, il est président du comice agricole de Laval en 1864. Il est un des fondateurs de la Société des agriculteurs de France, dont il sera un membre du Conseil. Il est un des fondateurs de l' Association libre des Agriculteurs de la Mayenne, dont il devient président dès sa création en 1868 et jusqu'à sa mort. 
il est mort à Laval le 1er juin 1878, ayant publié plusieurs discours par lui prononcés dans les comices agricoles. 
Son fils Henri, lieutenant au 66e mobile de la Mayenne, est décoré de la Légion d'honneur en 1871.

## Sources
- « Ernest Le Lasseux », dans Adolphe Robert et Gaston Cougny, Dictionnaire des parlementaires français, Edgar Bourloton, 1889-1891 [détail de l’édition] Sycomore
- Notice biographique sur M. Ernest-Louis Le Lasseux, maire de l'Huisserie... décédé à Laval le 1er juin 1878. (Signé : X.)  Impr. de Bonnieux (Laval), 1878
- « Ernest Le Lasseux », dans Alphonse-Victor Angot et Ferdinand Gaugain, Dictionnaire historique, topographique et biographique de la Mayenne, Laval, A. Goupil, 1900-1910 [détail des éditions] (BNF 34106789, présentation en ligne), t. II.
- « Ernest Le Lasseux », Gustave Vapereau, Dictionnaire universel des littératures, vol. 2, Paris, Hachette, 1876 [détail des éditions] (lire sur Wikisource)
- L'Indépendant de l'Ouest, 4 juin 1878